# Pangkal Pinang
Pangkal Pinang este un oraș din Indonezia.

## Geografie

### Climat
| Date climatice pentru Pangkal Pinang (1991-2020) | Date climatice pentru Pangkal Pinang (1991-2020) | Date climatice pentru Pangkal Pinang (1991-2020) | Date climatice pentru Pangkal Pinang (1991-2020) | Date climatice pentru Pangkal Pinang (1991-2020) | Date climatice pentru Pangkal Pinang (1991-2020) | Date climatice pentru Pangkal Pinang (1991-2020) | Date climatice pentru Pangkal Pinang (1991-2020) | Date climatice pentru Pangkal Pinang (1991-2020) | Date climatice pentru Pangkal Pinang (1991-2020) | Date climatice pentru Pangkal Pinang (1991-2020) | Date climatice pentru Pangkal Pinang (1991-2020) | Date climatice pentru Pangkal Pinang (1991-2020) | Date climatice pentru Pangkal Pinang (1991-2020) |
| Luna                                             | Ian                                              | Feb                                              | Mar                                              | Apr                                              | Mai                                              | Iun                                              | Iul                                              | Aug                                              | Sep                                              | Oct                                              | Nov                                              | Dec                                              | Anual                                            |
| ------------------------------------------------ | ------------------------------------------------ | ------------------------------------------------ | ------------------------------------------------ | ------------------------------------------------ | ------------------------------------------------ | ------------------------------------------------ | ------------------------------------------------ | ------------------------------------------------ | ------------------------------------------------ | ------------------------------------------------ | ------------------------------------------------ | ------------------------------------------------ | ------------------------------------------------ |
| Maxima medie °C (°F)                             | 30.4 (86,7)                                      | 30.7 (87,3)                                      | 31.3 (88,3)                                      | 31.6 (88,9)                                      | 31.9 (89,4)                                      | 31.6 (88,9)                                      | 31.4 (88,5)                                      | 31.7 (89,1)                                      | 32.1 (89,8)                                      | 31.9 (89,4)                                      | 31.4 (88,5)                                      | 30.4 (86,7)                                      | 31,4 (88,5)                                      |
| Media zilnică °C (°F)                            | 27.0 (80,6)                                      | 27.1 (80,8)                                      | 27.4 (81,3)                                      | 27.7 (81,9)                                      | 28.2 (82,8)                                      | 28.0 (82,4)                                      | 27.7 (81,9)                                      | 27.9 (82,2)                                      | 28.1 (82,6)                                      | 27.9 (82,2)                                      | 27.6 (81,7)                                      | 27.0 (80,6)                                      | 27,6 (81,7)                                      |
| Minima medie °C (°F)                             | 23.5 (74,3)                                      | 23.4 (74,1)                                      | 23.5 (74,3)                                      | 23.8 (74,8)                                      | 24.4 (75,9)                                      | 24.3 (75,7)                                      | 23.9 (75)                                        | 24.1 (75,4)                                      | 24.0 (75,2)                                      | 23.9 (75)                                        | 23.7 (74,7)                                      | 23.5 (74,3)                                      | 23,8 (74,8)                                      |
| Sursă: Cuaca Pangkal Pinang                      |                                                  |                                                  |                                                  |                                                  |                                                  |                                                  |                                                  |                                                  |                                                  |                                                  |                                                  |                                                  |                                                  |